# Aprostocetus bilongifasciatus
Aprostocetus bilongifasciatus är en stekelart som beskrevs av Girault 1915. Aprostocetus bilongifasciatus ingår i släktet Aprostocetus och familjen finglanssteklar. Inga underarter finns listade i Catalogue of Life.